# Willy Sabor
Willy Sabor (nacido como Andrés Daniel González Bravo; Santiago, 13 de septiembre de 1967) es un humorista, locutor de radio y cantante chileno.

## Biografía
Hijo del productor musical Carlos González.
Comenzó cantando en “Seriatrux” de Avenida Colón y su primer nombre artístico fue Andy Bravo. Bajo este seudónimo grabó su primer disco en 1992
. Fue el intérprete, además, de las canciones del programa Hugo de TVN y de las telenovelas Marrón Glacé, el regreso (1996) (bajo el seudónimo de Andy Bravo) y Playa Salvaje (1997), ambas de Canal 13.
En el verano de 1997, por recomendación del cantante Fernando Ubiergo, es invitado por la Compañía Chilena de Comunicaciones a realizar pruebas para su nuevo proyecto radial quedando seleccionado para conformar el equipo de locutores de la naciente Radio Corazón. El nombre Willy Sabor como tal, surge cuando entra a esta emisora; el nombre fue sugerido por el comediante Fernando Alarcón tomando rasgos del estilo que quería impregnar la radio para alcanzar audiencias. La radio se transforma en éxito de sintonía y su popularidad se dispara a grandes niveles.
Saca su segundo disco ya con su nuevo nombre titulado, Willy Sabor y la Sabor Band, con el sello Warner Music. En este disco destacan temas como «El león» y «Más rica que tú». Luego saca su tercer disco, con el sello Universal Music, entre los temas destaca su éxito «Pobre pollo».
Participó como jurado del Festival de Viña del Mar en 2003, donde además presentó sus mejores éxitos.
Desde 2005 hasta el 2012 fue ganador del Copihue de Oro tanto como Mejor Locutor Radial y Mejor Programa Radial obteniendo 10 trofeos consecutivos, dando muestras de su fuerte popularidad en la radio.
Condujo los programas El Sabor de la Noche (2000) y Sabor: El Show de Willy Sabor (2002) en Chilevisión y también participó en los programas Pase lo que pase (1999-2000), de TVN, Morandé con compañía (2001, 2002-2017) y Humor a la carta (2013), ambos de Mega y La noche es nuestra (2018-2019) y Viva la pipol (2019) de Chilevisión.
En mayo de 2008 lanzó el disco Lo maravilloso de Willy Sabor, un compilado de covers, entre los cuales estaban «No me conoces» ("You don't know me", de Ray Charles), «Juístete» (Edmundo "Bigote" Arrocet), «Lo maravilloso de ti» ("The wonder of you", de Elvis Presley), «En Mejillones yo tuve un amor» (Gamelín Guerra) y hasta el «Cumpleaños feliz», entre otras.
En 2011 graba su último disco El Sabor de los 60.

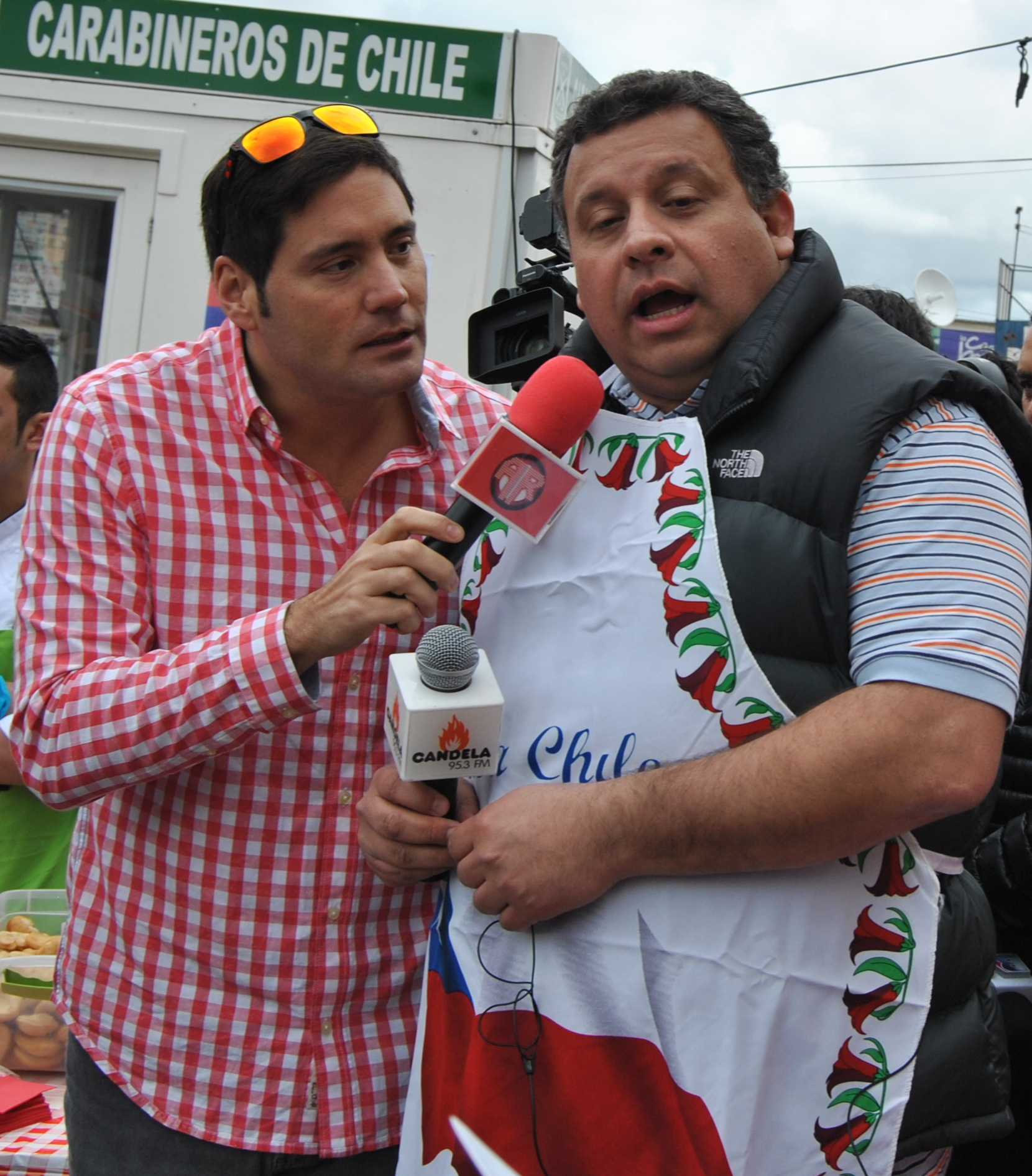
Willy Sabor (derecha) entrevistado por "Pancho" Saavedra (2013).

Fue locutor en Radio Corazón desde el inicio de la radio en febrero de 1997 hasta finales de 2011 en varios programas, dentro de los cuales se destacó La Mañana de la Corazón, logrando consolidarse como el locutor más escuchado del país. El día viernes 16 de diciembre de 2011, y tras 15 años, realiza su último programa en la radio debido a su partida a Radio Candela, competidora de Corazón que preparaba su salida al aire; pero días después se generó fuertes controversias cuando se supo que la propiedad de su apodo era perteneciente a Radio Corazón e Ibero Americana Radio Chile por lo que finalmente no podría seguir utilizando su nombre en otro medio radial. Esa misma noche Morandé con Compañía realizó un homenaje al locutor, demostrando su apoyo en esta situación generada por el nombre. Durante los meses previos a su puesta al aire en Candela FM, estuvo en trámites para poder utilizar su nombre.
Desde marzo de 2012 hasta octubre de 2020 fue locutor de Radio Candela FM, propiedad de Mega; cabe mencionar que pudo utilizar el seudónimo "Willy Sabor" por estar inscrito a su nombre tras el incidente de 2011. Fue el único locutor que se mantuvo en la radio desde su primer hasta el último día de emisión de la radio abriendo y cerrando su programación. 
Desde diciembre de 2012 se encuentra grabando un nuevo álbum a lanzarse el 2013.[actualizar]
Desde el 30 de noviembre de 2020 es locutor de Radio Azúcar.
Es rostro oficial de la Carnicería Doña Carne, también ha realizado comerciales con Sal Efervescente Disfruta, Productos JB, Galletas Arcor, Vino Bodega Uno, Sprim y Ripley.
En el episodio del 8 de julio de 2024 del programa Arayita Tv, del holding El Sentido del Humor Producciones, saludó y canto cumpleaños a su familiar lejano Eduardo Bravo, quien cumple años el día 9 de julio.

## Discografía
- 2002 - Hijo de tigre
- 2008 - Lo maravilloso de Willy Sabor
- 2011 - El Sabor de los 60